# 洛奎茨河
50°36′50″N 11°26′5.5″E / 50.61389°N 11.434861°E

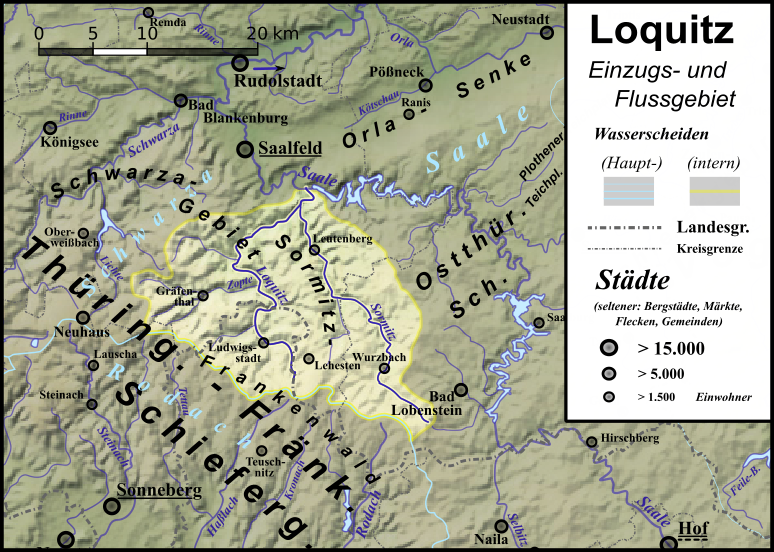

洛奎茨河（德語：Loquitz），是德國的河流，位於該國東南部，由巴伐利亞負責管轄，屬於薩勒河的支流，河道全長33.7公里，流域面積364.3平方公里。